# Hyrcania
Pour la stratapie perse, voir Hyrcanie.
Hyrcania est une ancienne forteresse dans le désert de Judée.
Elle se trouve sur une hauteur isolée à 200 m au-dessus de la vallée d’Hyrcania, sur son bord occidental. 
Elle est située à une heure de marche à l'ouest de Qumrân. Le site n’a pas encore fait l’objet de fouilles. La connaissance actuelle des ruines du site repose sur les sondages qui y ont été réalisés. 
Hyrcania a semble-t-il été construite par Alexandre Jannée, ou par son père, Jean Hyrcan. La première mention de  la forteresse date du règne de Salomé Alexandra, la femme de Jannée. Flavius Josèphe rapporte qu’Hyrcania faisait partie, avec Machéronte et l’Alexandréion, des trois forteresses auxquelles la reine ne renonça pas lorsqu’elle transféra le contrôle de ses places fortes au parti pharisien. 

« La reine, ne sachant que faire pour s’en tirer à son honneur, leur confia la garde des places fortes à l’exception de Hyrcania, Alexandrion et Machéronte, où se trouvaient ses richesses les plus précieuses »

— Flavius Josèphe, Antiquités juives, livre XIII
Elle est à nouveau mentionné lorsque  Jonathan Alexandre II, le fils d’Aristobule II, s’enfuit face au gouverneur romain de Syrie Aulus Gabinius venu réprimer la révolte qu’il conduit contre Hyrcan II. Alexandre fait fortifier Hyrcania, mais il finit par la laisser à Gabinius. La place forte est alors rasée.
Strabon rapporte également que Pompée fit détruire  des repaires de brigandage dont Alexandréion, Hyrcania et Machéronte  (Géographie, 16,2,40).
Au nord du site, dans le nahal Sokoka, se trouvent deux tunnels qui ont été inspectés dans les années 1960 par John Allegro et en 2000 par Oren Gutfeld.

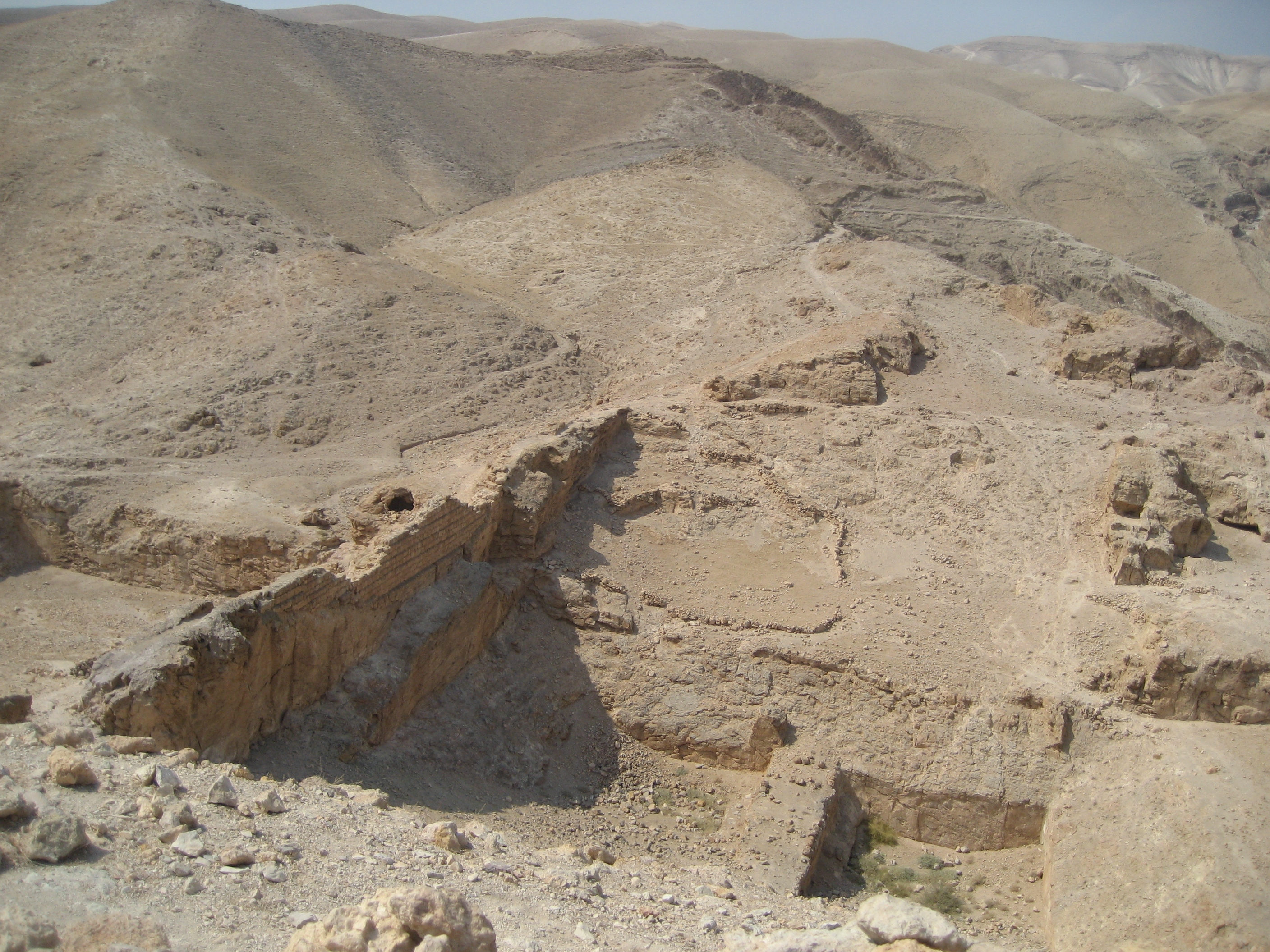
Réservoir d'eau de la forteresse

| \| Alexandrion Hyrcania Machéronte \| Forteresses hasmonéennes |
| Alexandrion Hyrcania Machéronte                                |